# 마우리츠 판 오라녜
오라녜 공작 마우리츠(네덜란드어: Maurits van Nassau, 영어: Maurice of Nassau, Prince of Orange, 1567년 11월 14일 ~ 1625년 4월 23일) 또는 나사우의 모리스는 네덜란드 공화국의 세습 스타드홀데르(stadholder：총독)이며, 아버지 침묵왕 빌렘 1세의 뒤를 이어 즉위했다. 그는 전략·전술 및 공병술을 발전시켜 네덜란드 육군을 당대 유럽에서 가장 근대적인 군대로 육성했다.

## 생애

### 청년기와 총독직 계승
마우리츠는 침묵왕 빌렘 1세의 둘째 아들로 태어났다. 오라녜 공(公)으로 알려져 있었으며 1618년 이복형이 죽고 난 후에 실질적인 통치권을 물려받았다. 빌렘 1세와 정신분열증세를 보이던 작센의 안나와의 불행한 결혼에서 출생한 마우리츠는 어린시절 예민한 성격을 보였으며 스페인의 전제군주 세력에 맞서 빌렘 1세가 투쟁을 벌이던 수년 동안은 여기저기 옮겨다니며 성장했다. 게다가 빌렘 1세의 동맹세력들이 이탈하거나 배반하고 마침내는 1584년 암살당하는 상황에까지 이르렀던 그의 소년기는 암울했다. 따라서 이같은 경험들은 당연히 그에게 신중함을 더해주었으며 적대자들뿐만 아니라 친구들까지도 의심스런 눈길로 보게 만들었다.
빌렘 1세가 암살당할 당시 마우리츠는 새로 창설된 레이덴대학교에 다니고 있었으나 아버지의 사망으로 공위(空位)가 된 네덜란드 총독직을 지체 없이 계승했다. 또한 나중에 젤란트·위트레흐트·오버레이셀·헬더란트의 총독이 되었다. 1584~86년은 그에게 위기의 시기였다. 영국은 스페인에 맞서 일어난 네덜란드 반란을 지원하기 위해 레스터 백작을 대장으로 한 원정군을 파견해 잠시 네덜란드의 방어능력이 보강되었지만 오히려 몇 가지 정치적 실수를 해서 반란세력의 명분을 위태롭게 만들었다. 다행히도 마우리츠는 유능한 정치가이며 홀란트 출신의 용병 요한 반 올덴바르네벨트의 도움을 받았다. 마우리츠와 올덴바르네벨트, 그리고 마우리츠의 사촌으로서 그에게 충성하던 프리슬란트의 총독 빌렘 루이스 세 사람은 강력한 3두 체제를 구축했다. 이들 3명의 통치하에서 북부의 주들은 스페인에 대항하는 입장을 공고히 했으며 무역과 해운업을 통해 계속 부를 키워나가면서 독립을 준비했다.

### 군사적 업적
올덴바르네벨트는 내정과 외무를 관장했으며 마우리츠는 빌렘 루이스의 도움을 받아 총사령관으로서 군사문제에 전념했다. 어린시절부터 수학·탄도학·공병술에 매료되었던 마우리츠는 이제 자신의 이론을 시험해볼 수 있는 입장에 서게 되었다. 그가 처음으로 착수한 일은 군대의 규모를 줄이고 조직을 개선하는 것이었다. 그당시 모든 군대에서 끊임없이 발생하는 골칫거리인 반란을 근절시키기 위해 그는 최선의 노력을 기울였다. 그는 병사들에게 적절하고도 신속하게 급료가 지불될 것임을 확신시키고 또한 우수한 무기 지급과 정규 훈련의 실시, 그리고 요새방어와 공략의 전술학을 가르칠 것임을 분명히 했다. 마우리츠의 군사작전의 비결은 포위전에 있었다. 포위전은 당대의 지배적인 전쟁 유형이었으며 그는 꾸준하고 세밀한 관찰과 세심한 주위를 포위 전술에 적용했는데 이는 당시 네덜란드의 모든 기술과 과학의 특징이기도 했다. 또한 마우리츠는 홀란트에 살고 있던 브뤼주 출신의 유명한 수학자이자 철학자인 시몬 스테빈의 강의에 대단한 관심을 가졌으며 그의 조언에서 큰 도움을 얻었다. 마우리츠가 기울인 노력은 1590년대에 마침내 결실을 보게 되었다. 나사우 가문이 위치하고 있던 브레다를 시작으로 차례차례 적들의 요새를 장악해나갔다. 그는 용맹보다는 냉철하고 체계적인 계획이 두드러지는 여러 차례의 군사행동을 통해 스페인의 방어선을 동쪽·남쪽·북쪽에서 물러나게 만들어 현재의 네덜란드 크기와 비슷한 정도까지 영토를 확장했다. 홀란트의 도시들은 자신들의 구세주인 마우리츠에게 경의를 표했으며 마우리츠에게 승리의 공로자로 갈채를 보냈다.
그러나 남부지역에서의 성과는 부진했다. 마우리츠는 성미 급한 올덴바르네벨트로부터 스페인의 정복으로 분할된 남부 및 북부 네덜란드를 다시 통합하라는 설득에 마지못해 응했다. 그는 플랑드르를 침략해 그 곳을 자극함으로써 스페인 정복자들을 물리치려고 시도했으나 이는 완전히 실패로 돌아갔다. 1601년 니우포르트에서 처음에는 승리를 거두었으나 곧 후퇴하지 않을 수 없었다. 나중에는 오스텐더도 포기해야 했으며 올덴바르네벨트의 낙관론이 전적으로 오판이었음이 입증되었다. 남부지역 주민들은 홀란트인들의 호소에 냉담했으며 심지어는 적대적이기까지 했다. 이같은 공격을 감행하는 문제에 대해 회의를 품고 있었던 마우리츠조차도 막상 결과가 이렇게 되자 놀랐다. 남부에서의 패배는 마우리츠 자신이 군대 개혁에서 1가지 분야를 간과했다는 점을 보여주었는데 바로 이것은 정보 분야였다. 마우리츠는 쓰라린 감정 속에서 현실을 인정해야 했다. 결국 그는 1607년 정전(停戰)에 합의한 데 이어 1609년 스페인과 12년간의 휴전을 체결했으며 네덜란드의 분할상태는 계속 이어졌다.

### 올덴바르네벨트와의 불화
전쟁에 수반된 문제들을 처리하면서 마우리츠는 강인한 기질을 발휘했다. 한 영국인 방문객은 마우리츠가 "대단한 진취성과 훌륭한 풍채에다 용기를 갖춘 인물이며 황백색의 머리칼에 보기 드문 재치의 소유자"라고 기록하고 있다. 마우리츠는 점점 더 강한 자신감을 갖고 프랑스 왕과 영국 여왕 엘리자베스 1세 및 그 부하들에 맞서서 국민들과 자신의 이해관계를 옹호해나갔다. 자신이 맡은 책임에 걸맞게 지위도 높아감에 따라 마우리츠는 올덴바르네벨트가 군사문제에 계속적으로 간섭하는 데 대해 강한 분노를 갖게 되었다. 특히 실패로 끝난 플랑드르 침략이 두 사람 사이에 마찰을 빚는 원인이었다. 오랜 기간에 걸친 오스텐더 공격 역시 이들의 관계에 심각한 긴장을 초래했으며 휴전협상으로 불화가 더욱 악화되었다. 마우리츠는 올덴바르네벨트가 스페인과의 평화를 열망한 나머지 네덜란드의 독립을 제물로 삼았다는 의혹의 눈길로 바라보게 되었으며 올덴바르네벨트 역시 마우리츠가 통치권 장악을 시도하는 것으로 의심했다. 휴전이 체결된 후 10년 동안 두 사람의 관계는 비록 은밀하게 진행되었지만 패권을 놓고 서로 다투는 전쟁상태로 변했다. 마우리츠의 전략에 대한 전문지식이 그에게 다시금 큰 도움이 되었다. 올덴바르네벨트는 당시의 격렬했던 신학과 정치의 문제에 깊숙이 빠져들어 있었던 반면 마우리츠는 참을성있게 때를 기다리며 젤란트와 암스테르담에서 지지세력을 조용히 규합했다. 홀란트에서의 권력에 자신감을 갖고 있던 올덴바르네벨트는 에라스투스주의(교회에 대한 국가의 우위권을 옹호하는 주장)를 지지하고 나섰으며 또한 네덜란드의 정통 칼뱅주의자의 불관용 방침에 반대하면서 종교적 관용을 바라는 온건 프로테스탄트들을 옹호했다.
마우리츠가 공개적으로 칼뱅주의자(이른바 Counter Remonstrants)를 옹호하고 나선 것은 1617년이 되어서였다. 올덴바르네벨트가 도시에서 직업군인의 소집을 늘리기 위한 권한을 지지세력들로부터 얻어내자 마우리츠는 재빨리 9월 28~29일 남부 홀란트의 브릴로 진격해 소집군인들을 해산시켰다. 다음으로는 각 지방평의회(Vroedschap)에서 자신의 반대파를 제거하기 위해 지방정부에 대한 관직임명 승인권을 적극 활용했다. 또한 1618년 여름 모든 직업군인들을 해고해버렸다. 이제 올덴바르네벨트를 제거하는 일만이 남아 있었다. 1618년 8월 29일 올덴바르네벨트는 체포되어 이듬해 5월 13일 사형에 처해졌다. 올덴바르네벨트에 대한 오랜 재판과정은 줄기찬 편견과 사소한 원한, 그리고 잔인과 불공정으로 특징지어진다. 마우리츠는 자신이 직접 사형을 선고한 것은 아니지만 사면의 특권을 행사하기를 거부했다. 또한 올덴바르네벨트의 소유재산 몰수를 직접 승인했다. 오래된 정적을 재판하고 사형을 집행한 것은 마우리츠의 품성과 이력에 하나의 오점으로 남았다.
올덴바르네벨트를 제거한 후 그는 전례없는 권력을 행사했으며 이름만 총독이지 왕이나 다를 바 없었다. 정통 칼뱅주의와 동맹관계를 맺어 오라녜당을 창설하고 지방과 중앙의 관직을 모두 자신의 지지자들로 채운 후 그는 더이상의 '혁명'을 추진하지는 않았다. 1621년 그는 자신이 12년 동안 혐오해왔던 스페인과의 휴전을 보란 듯이 파기했다. 칼뱅주의자 영웅이었던 마우리츠는 곧 합스부르크가의 절박한 위협에 직면하게 되면서 로마 가톨릭 국가인 프랑스와 제휴하지 않을 수 없었다.
그는 1625년 간장병으로 사망하기 직전 스페인과의 전투에서 눈부신 첫 승리를 거두었던 장소 브레다를 다시 스페인에 넘겨주고 말았다.

## 평가
생애 마지막 10년간은 그의 명성에 아무런 보탬이 되지 못했다. 그는 훌륭한 군인이었지만 위대한 정치가는 아니었다. 조언과 협의를 통해 문제를 해결하기 위해 사람들을 주변에 모아들인 그의 아버지의 호의적인 성품은 평화시의 마우리츠에게서는 찾아볼 수 없었다. 그가 크게 명성을 얻을 수 있었던 것은 1590~1609년 스페인을 물리치고 네덜란드 공화국의 영토를 확장하여 변경지역의 안전을 확보한 공로 때문이었다. 그러나 네덜란드 전체를 재통일하기에는 역부족이었다. 또한 올덴바르네벨트에 대한 그의 끈질긴 복수는 네덜란드 공화국을 오라녜파와 반오라녜파로 오랫동안 분열시켜놓았다. 반오라녜파에게 있어 올덴바르네벨트의 죽음은 순교로 비쳐지면서 하나의 구심점을 제공해주었으며 이들의 반격 구호는 프랑스 혁명 때까지 계속되었다.
마우리츠는 복잡하고도 모순된 성격의 소유자였다. 어린시절의 성장환경은 그에게 공와 의심, 그리고 원한에 쉽게 빠져들게 만들었다. 그러나 다른 한편으로 전장에서는 대단한 용기와 함께 관대한 아량을 발휘할 줄도 알았다. 타고난 신중성이 신속하고 결단력있는 행동을 취하는 데 방해가 되지도 않았으며 냉철한 논리 가운데서도 비록 빈정거리는 내용이었지만 농담을 즐기기도 했다. 그는 결혼을 하지 않았는데, 그 이유를 열정이 부족했기 때문이라고 볼 수도 있지만, 사실은 여러 명의 사생아를 두었다.
출처 브리타니카 사전 http://members.britannica.co.kr/bol/topic.asp?article_id=b07m0665b&ref=12%5B깨진+링크(과거+내용+찾기)%5D

## 같이 보기
- 네덜란드 독립전쟁